# Findlay (Ohio)
Findlay ist eine City im US-amerikanischen Bundesstaat Ohio und die Kreisstadt des Hancock Countys. Die Einwohnerzahl bei der letzten Volkszählung im Jahr 2020 lag bei 40.313 Personen. Der Ort ist der Sitz der University of Findlay. Findlay ist eine von nur zwei Städten im Hancock County zusammen mit Fostoria.

## Geographie

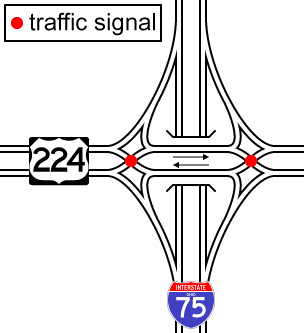
Planung einer Kreuzung der Interstate 75 mit dem U.S. Highway 224 in Findlay. Die roten Punkte markieren Verkehrsampeln. Das ungewöhnliche Autobahnkreuz wurde nicht verwirklicht.

Findlay liegt im nordwestlichen Ohio etwa 50 Meilen (80 km) südlich von Toledo.
In der Stadt münden der Lye Creek und der Eagle Creek in den Blanchard River. Mehrmals hatte die Stadt durch eine Überflutung dieser Gewässer unter Hochwasser zu leiden.

## Geschichte
Im Krieg von 1812 wurde hier von Colonel James Findlay ein militärischer Außenposten errichtet. Die später um den Posten herum entstandene Siedlung bekam zu Ehren dieses Offiziers ihren Namen. Am 3. Juli 1821 reichten drei Bürger aus Ohio, nämlich Joseph Vance aus Urbana, William Neill aus Columbus und Elnathan Cory aus New Carlisle die Pläne zur Gründung einer Gemeinde ein. 1887 wurde diese Gemeinde zur City.
Während der 1880er-Jahre wurde Findlay zum Zentrum der Öl- und Erdgas-Förderung in dieser Gegend. Zu Beginn des 20. Jahrhunderts begannen die Erdölreserven jedoch zu versiegen. Die Fertigstellung der Interstate 75 in den 1960er-Jahren brachte einen weiteren Bevölkerungszuwachs für die Stadt.
Ab 1. November 1960 war Findlay drei Monate lang die erste und einzige Stadt der Welt, deren Telefone bereits das Tonwahlverfahren (touch tone) anstatt des Impulswahlverfahrens unterstützten.

## National Register of Historic Places
Das Charles H. Bigelow House ist in das National Register of Historic Places eingetragen.

## Persönlichkeiten

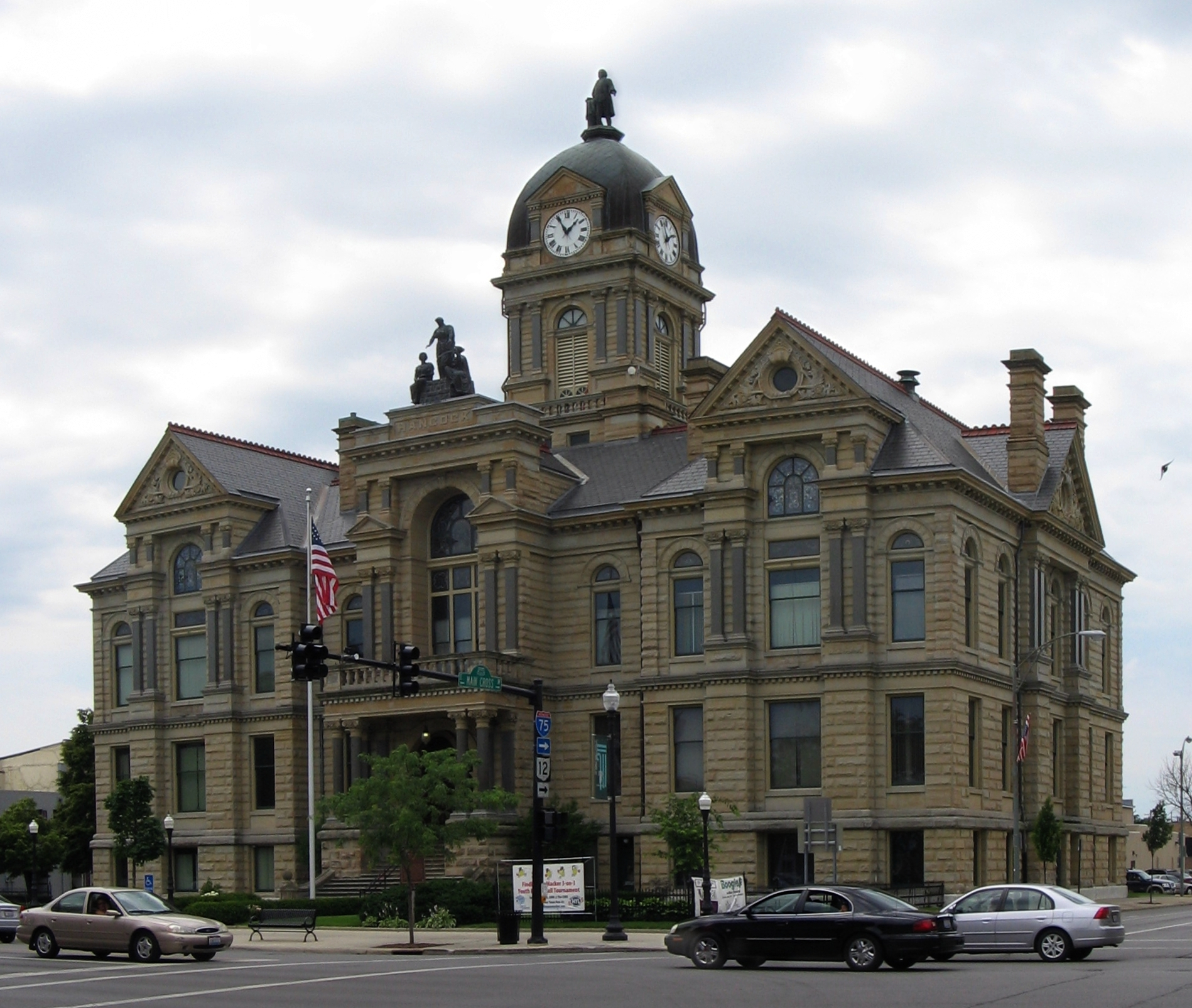
Gerichtsgebäude in Findlay

Folgende bekannte Persönlichkeiten sind in Findlay geboren worden oder waren Einwohner dieser Stadt:
- William Mungen (1821–1887), Abgeordneter im Repräsentantenhaus der Vereinigten Staaten, Rechtsanwalt, Oberst der United States Army im Sezessionskrieg
- James C. Donnell (1854–1927), früherer Präsident der Ohio Oil Company (heute Marathon Oil)
- Tell Taylor (1876–1937), Komponist des bekannten Liedes Down by the Old Mill Stream, das er 1908 beim Fischen im Blanchard River komponierte
- Ray Harroun (1879–1968), Automobilrennfahrer und Entwickler, 1911 erster Sieger im 500-Meilen-Rennen von Indianapolis
- Rowland V. Lee (1891–1975), US-amerikanischer Regisseur, Filmproduzent und Drehbuchautor
- Willard Harrison Bennett (1903–1987), Erfinder eines Massenspektrometers zum Einsatz in der Astronomie
- James Purdy (1914–2009), Romanautor, Erzähler von Kurzgeschichten und Dramatiker; kam im Alter von 5 Jahren nach Findlay und absolvierte hier die Highschool
- Bob Wortman (1927–2015), AFL- und NFL-Schiedsrichter
- Michael Oxley (1944–2016), Abgeordneter des Staates Ohio im Repräsentantenhaus der Vereinigten Staaten, von 1981 bis 2006 Vorsitzender des Financial Services Committees, Mitverfasser des Sarbanes-Oxley Act, eines Gesetzes zur Bekämpfung der Bilanzfälschung, Vizepräsident von NASDAQ
- Mark Metcalf (* 1946), Filmschauspieler in Filmen wie Ich glaub’, mich tritt ein Pferd mit Kevin Bacon und James Belushi und in der TV-Serie Seinfeld
- Dan O’Brien (* 1947 in Findlay), Rancher und Schriftsteller in South Dakota
- Gavin Creel (1976–2024), Broadway-Schauspieler und -Sänger[3]
- Milan Simonich: Ben Roethlisberger (* 1982), Quarterback der Pittsburgh Steelers in der National Football League (NFL), absolvierte die Highschool in Findlay[4]
- Olivia Stuck (* 1999), Schauspielerin
- Josh Woodward, Liedermacher, veröffentlicht seine Lieder unter der Creative-Commons-Lizenz